# Wełyka Czernihiwka (obwód ługański)
Wełyka Czernihiwka (ukr. Велика Чернігівка) – wieś na Ukrainie, w obwodzie ługańskim, w rejonie szczastyńskim, w hromadzie Nyżniotepłe. W 2001 liczyła 1460 mieszkańców, spośród których 90 wskazało jako ojczysty język ukraiński, 1368 rosyjski, 1 mołdawski, a 1 inny.